# N946 (België)
De N946 is een gewestweg in de Belgische provincie Namen. Deze weg vormt de verbinding tussen Spontin en Sorée.
De totale lengte van de N946 bedraagt ongeveer 13 kilometer.

## Plaatsen langs de N946
- Spontin
- Mianoye
- Florée
- Gesves
- Sorée